# Paul Hubweber/Diskografie

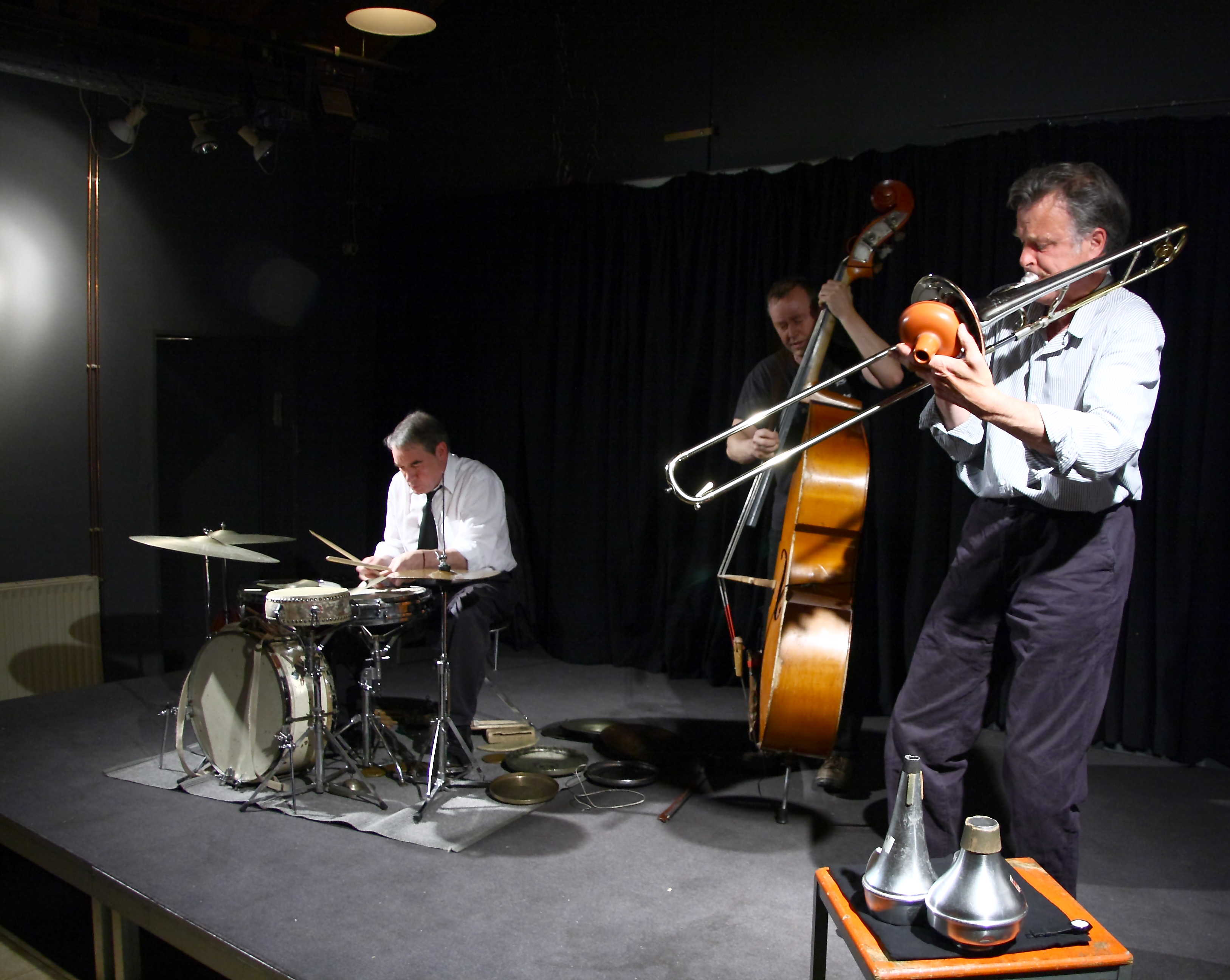
Paul Hubweber (rechts) mit der Formation PaPaJo (Paul Lovens, Schlagzeug, und John Edwards, Bass) im club W71, Weikersheim (2010)

Die Diskografie des deutschen Posaunisten Paul Hubweber dokumentiert – in der Regel sortiert nach dem Aufnahmejahr – seine Einspielungen im Bereich des Free Jazz und der improvisierten Musik. Neben den zahlreichen Solo- und Duo-Produktionen unter eigenem Namen zählen zu den Aufnahmen, bei denen er beteiligt war, Kooperationen mit Musikern wie John Edwards, Carl Ludwig Hübsch, Paul Lovens und in Formationen wie den Adam Noidlt Missiles.

## 1976–1989
- 1976: Aus meiner Sicht – trombone solo (MSC)
- 1980: Wadis, Collage (MSC), mit Claus van Bebber
- 1980: Sommer in Peking (Nimm Records), mit Martin Theurer, Ulrich Phillipp, Wolfgang Schliemann
- 1983: Warm ausgezogen Collage (MSC)
- 1986: The Art of Barking (MSC)
- 1987: Genussoforte Orchestra (MSC) u. a. mit Stefan Keune

## 1990–1999
- 1992: CHW-Trio: Serenpidity (Hybrid Music Productions, ed. 1994), mit Hannes Clauss, Hainer Wörmann
- 1992: Human Noise: Congress (Hybrid), mit Maud Sauer, Uwe Buhrdorf, Dirk Marwedel, Claudia Ulla Binder, Uwe Oberg, Erhard Hirt, Jean-Marc Montera, Helmut Bieler-Wendt, Ulrich Phillipp, Jim Meneses, Wolfgang Schliemann
- 1993: Vertrauensbildende Massnahmen: Stadtgarten Series, Vol. 7 (nur ein Stück auf dieser Kompilation, JazzHausMusik), mit Dirk Bell, Carl Ludwig Hübsch
- 1993: Vertrauensbildende Massnahmen: B-Tales (Mic Records), mit Dirk Bell, Carl Ludwig Hübsch
- 1996: Lyrix + Päränoise Trombone Solos (Nur/Nicht/Nur, ed. 1998)
- 1997: Bull’s Eye Ensemble (MSC), mit Georg Wissel, Carl Ludwig Hübsch
- 1998: U-Boot Party (Happy Few Records), mit Sue Schlotte, Gunda Gottschalk, Joachim Zoepf, Thomas Lehn, Erhard Hirt, Martin Theurer
- 1998: Kleiner Ballon (Happy Few Records), mit Gunda Gottschalk
- 1998/1999: Vinyl + Blech II (Nur/Nicht/Nur), mit Claus van Bebber
- 1998-01: Vinyl + Blech I-III (Nur/Nicht/Nur, ed. 2005), mit Claus van Bebber
- 1999: Georg Wissel / Paul Hubweber / Joachim Zoepf: Troisventure (NurNichtNur)
- 1999: Rubbed + Blown – Pieces for 5, 6 and 8 Trombones (NurNichtNur)

## 2000–2009
- 2000: Tromboneos (Nur/Nicht/Nur, ed. 2002) solo
- 2000: Frank Köllges: Der Wienerplatz (mit u. a. Gernot Bogumil, Uwe Böttcher, Jesus Canneloni, Mary-Noele Dupuis, Frank Gratkowski, Carl Ludwig Hübsch, ed. 2001)
- 2001: Markus Eichenberger: Domino Concept for Orchestra (Emanem), mit Carlos Baumann, Carl Ludwig Hübsch, Dirk Marwedel, Frank Rühl, Helmut Bieler-Wendt, Charlotte Hug, Peter K. Frey, Daniel Studer, Ivano Torre, Marianne Schuppe, Dorothea Schürch
- 2001: Bernd Wiesemann Choreografie der Klänge (Dohr), mit Johannes Leis
- 2002: PaPaJo: Papajo (Emanem), mit John Edwards, Paul Lovens
- 2005: Vinyl & Blech IV (NurNichtNur), mit Claus van Bebber
- 2005: Nobody’s Matter But Our Own (Nur/Nicht/Nur), mit Philip Zoubek
- 2005: Schnack (Anthropometrics, ed. 2005), mit Ulrich Böttcher
- 2006: PaPaJo: Simple Game (Cadence Jazz Records, ed. 2008; mit John Edwards, Paul Lovens)
- 2007: Schnack 3 (NurNichtNur), mit Ulrich Böttcher
- 2007: Sieben Mal Solo (Schraum), solo[2]
- 2007: Archiduc Concert: Dansaert Variations (Emanem, ed. 2010), mit Philip Zoubek
- 2008: Unchained Folk Songs (NRW Records), mit Annette Maye
- 2009: Pas Appât (Nur/Nicht/Nur), mit Georg Wolf

## 2010–2020
- 2010: Loverman – Trombone Songs (Cadence Jazz Records, ed. 2011) solo
- 2011: No Litter (gligg records, ed. 2013), mit DJ Sniff
- 2011: The Yellow Snow Crystals: Zappn’ (Konnex Records), mit Alexander Morsey, Gerhard Horriar, Simon Camatta
- 2014: Vario-50: The Art of the Duo (Edition Explico, ed. 2017; Hubweber ist auf zwei Titeln, zum einen im Duo mit Lenka Župková, zum anderen mit Günter Christmann)
- 2014: Rutger Zuydervelt: Stay Tuned (Baskaru, insgesamt 153 Mitwirkende; Aufnahmedatum unklar)
- 2015: Paul Hubweber, Frank Paul Schubert, Alexander von Schlippenbach, Clayton Thomas, Willi Kellers: Intricacies (NoBusiness Records)
- 2016: PaPaJo Spielä (Creative Sources; mit John Edwards, Paul Lovens, rec. 2003 bzw. 2009)
- 2017: The Yellow Snow Crystals (Paul Hubweber, Alexander Morsey, Simon Camatta, Gerhard Horriar, Martin Verborg, Jens Düppe, Peter Eisold, Dominik Mahnig, Hansjörg Schall, Werner Hupperts): Live (Paul Hubweber, 2017)
- 2018: Hubweber, Schneider, Hirt: The Funny Side of Discreet (Acheulian Handaxe)
- 2020: Paul Hubweber, Joscha Oetz: Homesongs (Nur/Nicht/Nur)

## 2021–2024
- 2022: Paul Hubweber, John Edwards:  Where‘s My Girl? (Nur/Nicht/Nur)